# Infraspinatus-Kontraktur
Die Infraspinatus-Kontraktur ist eine seltene orthopädische Erkrankung beim Haushund, der eine fibrotische Kontraktur des Musculus infraspinatus vorliegt, der im weiteren Verlauf atrophiert. Es sind vor allem Jagd- und Arbeitshunde mittlerer und großer Hunderassen betroffen. Die Ursache ist nicht bekannt, man nimmt an, dass wiederholte Mikrotraumen durch starke Anstrengung der Auslöser sind. Betroffene Tiere zeigen eine Lahmheit mit ruckartiger Vorwärtsbewegung der Gliedmaße. Das Ellenbogengelenk ist nach innen verlagert (adduziert), das Schultergelenk abgespreizt (abduziert). Typisch ist das Vorführen des Beines in einem auswärtsgerichteten Bogen. Gelegentlich tritt gleichzeitig eine Kontraktur des Musculus teres minor auf.
Bei der Untersuchung ist die Einwärtsdrehung der Gliedmaße bei gebeugten Ellenbogengelenk blockiert. Die Röntgenuntersuchung dient zum Ausschluss von Knochenerkrankungen, die Sonografie ist vor allem zur Abgrenzung der noch selteneren Supraspinatus-Kontraktur sinnvoll. Selten sind CT- oder MRT-Untersuchungen notwendig. Die Therapie besteht in der chirurgischen Durchtrennung  des veränderten Sehnenansatzes, am besten wird ein Teil der Sehne reseziert, so dass wirklich keine Sehnenfasern am Ansatz verbleiben. Der Erfolg lässt sich anhand der anschließenden Einwärtsdrehung kontrollieren. Eine anschließende Physiotherapie ist sinnvoll. Bei gleichzeitiger Kontraktur des Musculus teres minor wird auch dessen Senne durchtrennt.